# 索達斯特 (喬治亞州)
索達斯特（英語：Sawdust）是位於美國喬治亞州哥倫比亞縣的一個非建制地區。該地的面積和人口皆未知。

## 地理
索達斯特的座標為33°25′09″N 82°19′55″W / 33.41917°N 82.33194°W，而該地的平均海拔高度為165米（即541英尺）。